# Isenbüttel
Isenbüttel är en kommun och ort i Landkreis Gifhorn i förbundslandet Niedersachsen i Tyskland.
Kommunen ingår i kommunalförbundet Samtgemeinde Isenbüttel tillsammans med ytterligare tre kommuner.